# Orquestra Nacional Clàssica d'Andorra
L'Orquestra Nacional Clàssica d'Andorra (ONCA) és una orquestra andorrana creada el 1992 per iniciativa del músic andorrà Gerard Claret i Serra amb el suport del Govern d'Andorra. Depèn de la Fundació ONCA, gestionada pel Ministeri d'Educació i Cultura i la Fundació Crèdit Andorrà.

## Història
L'ONCA va néixer l'any 1992 amb el nom d'Orquestra Nacional de Cambra d'Andorra. Es tractava d'un projecte impulsat per Gerard Claret i Serra, que en va esdevenir el director.
L'any 2000 es va crear la secció juvenil de la formació, la Jove Orquestra Nacional de Cambra d'Andorra (JONCA), que va oferir el primer concert el 24 de setembre d'aquell mateix any a l'Auditori Nacional. Claret també en va ser el director des que es va crear fins a l'any 2013.
El novembre de 2004 li fou atorgada la Creu de Sant Jordi de la Generalitat de Catalunya.
L'any 2006 es va decidir canviar el nom de totes dos agrupacions i modificar la denominació "de Cambra" per "Clàssica".
El desembre del 2020 Claret es va jubilar, i el clarinetista i director Albert Gumí va assumir la direcció de l'ONCA.